# DDR-Rundfahrt 1965
Die DDR-Rundfahrt 1965 fand vom 18. bis zum 25. August als Etappenrennen zum 15. Mal in der Deutschen Demokratischen Republik statt. Die Einzelwertung gewann Axel Peschel, in der Mannschaftswertung holte sich der SC DHfK Leipzig den Gesamtsieg.

## Teilnehmer
Es gingen 80 Radrennfahrer an den Start, die in 16 Mannschaften zusammengefasst waren. Darunter befanden sich fünf ausländische Teams. Unter den Aktiven befanden sich der vor drei Tagen ermittelte DDR-Meister Siegfried Huster sowie der letzte DDR-Rundfahrt-Sieger Klaus Ampler. Es traten folgende Mannschaften an:
- SC Dynamo Berlin I
- SC Dynamo Berlin II
- SC Karl-Marx-Stadt
- ASG Vorwärts Leipzig I
- ASG Vorwärts Leipzig II
- SC DHfK Leipzig I
- SC DHfK Leipzig II
- SV Dynamo
- SV Lokomotive
- BSG Post Berlin
- Gemischte DDR-Mannschaft
- Algerien
- Belgien
- Bulgarien
- Polen
- Tschechoslowakei

## Modus
Die Rundfahrt wurde in acht Etappen ausgetragen. Es wurden insgesamt vier Wertungstrikots vergeben: Gelb für die Gesamteinzelwertung, Weiß für den besten Nachwuchsfahrer, Violett für den aktivsten Fahrer und Blau für die Mannschaftswertung. In der Einzelwertung gab es für den ersten Platz eine Zeitgutschrift von einer Minute, der Zweite erhielt 30 Sekunden gutgeschrieben. Nachdem bei der letzten Rundfahrt die Mannschaftswertung nach einem Punktesystem ermittelt wurde, kehrte man 1965 wieder zur Zeitwertung zurück.

## Streckenverlauf
Die Acht-Etappen-Strecke hatte eine Gesamtlänge von 1000 Kilometern. Erstmals gab es ein Kriterium und zwei Zeitfahretappen. Die Rundfahrt startete in Ost-Berlin, führte danach nordwärts um anschließend gen Süden im erzgebirgischen Schwarzenberg/Erzgeb. zu enden. Es wurden sieben der 16 DDR-Bezirke durchfahren. Im letzten Drittel der Fahrt mussten drei Bergetappen bewältigt werden.

## Rennverlauf
Die Einzelwertung der 15. DDR-Rundfahrt wurde auf den beiden Zeitfahr-Etappen entschieden. Nachdem der Berliner Axel Peschel bereits auf den Etappen drei und vier das Gelbe Trikot des Spitzenreiters getragen hatte, es dann aber an den Karl-Marx-Städter Dieter Vogelsang verlor, gewann Peschel das erste Zeitfahren bei der fünften Etappen souverän mit anderthalb Minuten Vorsprung. Damit holte er sich die Führung in der Gesamtwertung zurück, die er auf den folgenden Tagesabschnitten nicht mehr abgab. Er gewann auch das abschließende Zeitfahren im Erzgebirge und konnte dabei seinen Vorsprung in der Gesamtwertung noch weiter ausbauen. Es gewann die Rundfahrt schließlich mit einer Distanz von 3:53 Minuten zu dem Zweitplatzierten Bernhard Eckstein.
Auch bei der Mannschaftswertung spielte das Zeitfahren eine entscheidende Rolle. Bis zur fünften Etappe lag die erste Mannschaft des SC Dynamo Berlin in Front, beim Zeitfahrer auf dem fünften Tagesabschnitt konnte aber der SC DHfK Leipzig vier Fahrer seiner ersten Mannschaft hinter dem siegreichen Peschel platzieren. Damit fielen die Berliner um über vier Minuten hinter die DHfK zurück, die die Spitze der Mannschaftswertung nicht mehr abgab und am Ende mit einem Vorsprung von 3:36 Minuten vor dem SC Dynamo den Gesamtsieg sicherte.
| Etappe | Start – Ziel                             | Länge (km) | Sieger            | Mannschaft         | Zeit (h) |
| ------ | ---------------------------------------- | ---------- | ----------------- | ------------------ | -------- |
| 1      | Kriterium in Ost-Berlin                  | 078        | Bernhard Eckstein | SC DHfK I          | 1:50:10  |
| 2      | Ost-Berlin–Neubrandenburg                | 150        | Kurt Müller       | SC Dynamo I        | 3:29:55  |
| 3      | Neubrandenburg–Wittenberge               | 162        | Rainer Marks      | Gem.Mannschaft     | 3:53:58  |
| 4      | Wittenberge–Dessau                       | 182        | Dieter Vogelsang  | SC Karl-Marx-Stadt | 4:34:32  |
| 5      | Dessau–Bernburg (Einzelzeitfahren)       | 044        | Axel Peschel      | SC Dynamo I        | 1:01:25  |
| 6      | Bernburg–Zeitz                           | 205        | Kurt Müller       | SC Dynamo I        | 5:27:16  |
| 7      | Zeitz–Schwarzenberg                      | 141        | Eberhard Butzke   | SC Dynamo I        | 3:40:46  |
| 8      | Rund um Schwarzenberg (Einzelzeitfahren) | 038        | Axel Peschel      | SC Dynamo I        | 1:00:57  |

## Endergebnisse
|     | Fahrer            | Mannschaft              | Zeit       |
| 01. | Axel Peschel      | SC Dynamo Berlin I      | 25:12:07 h |
| 02. | Bernhard Eckstein | SC DHfK Leipzig I       | + 3:53 min |
| 03. | Günter Hoffmann   | ASK Vorwärts Leipzig I  | + 4:30 min |
| 04. | Günter Lux        | SC DHfK Leipzig I       | + 5:32 min |
| 05. | Dieter Vogelsang  | SC Karl-Marx-Stadt      | + 5:40 min |
| 06. | Klaus Ampler      | SC DHfK Leipzig I       | + 5:50 min |
| 07. | Bernd Knispel     | SC DHfK Leipzig I       | + 6:21 min |
| 08. | Eberhard Butzke   | SC Dynamo Berlin I      | + 6:44 min |
| 09. | Fritz Braun       | SV Lokomotive           | + 8:02 min |
| 10. | Lothar Lingner    | ASK Vorwärts Leipzig II | + 8:07 min |
| 11. | Antoni Palka      | Polen                   | + 8:22 min |
| 12. | Vandenbroek       | Belgien                 | + 9:04 min |
| 27. | Pichl             | Tschechoslowakei        |            |
| 42. | Iwanow            | Bulgarien               |            |
| 49. | Mahiedienne       | Algerien                |            |
| 0 … |                   |                         |            |

|     | Mannschaft             | Zeit       |
| 01. | SC DHfK Leipzig I      | 75:53:36   |
| 02. | SC Dynamo Berlin I     | + 3:36 min |
| 03. | ASK Vorwärts Leipzig I | + 8:15 min |
| 0 … |                        |            |

|     | Fahrer        | Mannschaft              | Punkte |
| 01. | Bernd Knispel | SC DHfK Leipzig I       | 32     |
| 02. | Manfred Dähne | SC DHfK Leipzig II      | 32     |
| 02. | Jürgen Exner  | ASK Vorwärts Leipzig II | 18     |
| 0 … |               |                         |        |

| Fahrer           | Mannschaft         |
| Dieter Vogelsang | SC Karl-Marx-Stadt |